# Öppen spis

Öppen spis med träfodral i Skoklosters slott. Spisen i rummet "Florens" är gjord av träsnidaren Berendt Gnau och uppsatt 1674. Rummet är tillägnat Napoleons och Karl XIV Johans tid.

En öppen spis är en fast eldstad med skorsten. Öppen spis var förr den vanligaste värmekällan, ända in i modern tid, och länge även den enda ljuskällan. Den öppna spisen är ej ekonomisk att elda i. Efterhand som det har kommit moderna kaminer och kakelugnar har den öppna spisen nästan försvunnit. En öppen spis tillför värme +-10% i en fastighet och den kan även transportera ut värme genom skorstenen.

## Historia
Den öppna spisens ursprung är en enkel härd - äril - i husets mitt. I sin enklaste form utgörs denna endast av en krets av stenar, belägen så långt som möjligt från väggarna. Småningom flyttades härden närmare ett hörn, kanske i samband med att ett fönster togs upp på en vägg. Då fick man ju ljus från två håll. För att väggarna inte skulle antändas murades då med sten ett skydd upp till taket. Senare försågs härden med en rökgång (skorsten) samt en spiskåpa. Med tiden flyttades den så nära väggen att det inte längre gick att gå runt den. I såväl slott som koja har spisen sedan utsmyckats med mer eller mindre utarbetade fodral. Det är så vi idag är vana att se den öppna spisen.

## Utformning
För att öka effektiviteten finns det anordningar så som termatorn, som består av stålplåtar som den öppna spisen är klädd med invändigt. Stålplåtarna ligger i dubbla skikt med luftspalt mellan. När man eldar i den öppna spisen blir termatorns plåtstomme varm, varvid luft strömmar in genom luftintag i termatorns botten och ut genom luftutsläpp i termatorns överkant. Ofta finns även stålrör från den bakre luftspalten, till öppna spisens framkant. Dessa rör passerar därmed rökgaskanalen, vilket ytterligare absorberar värme. En termator ger snabbt värme i rummet, men bibehåller inte värmen särskilt länge efter att elden falnat. Om luftintaget till termatorns botten är kopplad till ett angränsande rum kan man få luftcirkulation i huset, då kalluften tas från annat rum och strömmar ut som varm luft i det rum där termatorn (öppna spisen) finns.